# Гурдан Полињан
Гурдан Полињан (фр. Gourdan-Polignan) насеље је и општина у јужној Француској у региону Миди Пирене, у департману Горња Гарона која припада префектури Сен Годан.
По подацима из 2011. године у општини је живело 1333 становника, а густина насељености је износила 253,42 становника/km². Општина се простире на површини од 5,26 km². Налази се на средњој надморској висини од 434 метара (максималној 635 m, а минималној 411 m).

## Демографија
| 1962. | 1968. | 1975. | 1982. | 1990. | 1999. | 2011. |
| ----- | ----- | ----- | ----- | ----- | ----- | ----- |
| 1.531 | 1.664 | 1.656 | 1.394 | 1.221 | 1.194 | 1.333 |

График промене броја становника у току последњих година